# Förhistoriskt liv
Förhistoriskt liv är olika utdöda organismer som har bebott jorden efter livets uppkomst för omkring 3,8 miljarder år sedan men som har försvunnit under förhistorisk tid, innan den historiska perioden omkring 3500 f.Kr. när människor började bevara skriftliga dokument. Exempel är urtidsdjur (förhistoriska djur), icke att sammanblanda med det som med ett äldre begrepp kallas urdjur (encelliga organismer).  
Allteftersom evolutionen pågick på jorden, utvecklades nya former av liv, och flera arter, såsom dinosaurierna, utrotades.  
Förhistoriskt liv utvecklades under denna långa tidsperiod från enkla, bakterieliknande celler i världshaven till alger och urdjur, och slutligen till sammanhängande, flercelliga former som svampar, landlevande växter, maskar, mollusker, kräftdjur, insekter och ryggradsdjur.
I geologiska termer utvecklades människan väldigt sent, för omkring fyra miljoner år sedan (Se Geologisk tidsskala och Människans utveckling).
Mycket få arter som existerade under denna period finns kvar idag oförändrade (till exempel tofsstjärtfiskar), och gör dem till levande fossiler. Även andra djur som hajar har ändrats, men inte mycket, under årens lopp.
Dock har många livsformer utrotats – ungefär 99 procent – och de enda spåren som finns av dem idag är avtryck på berg, nergjutningar eller andra fossiler.